# Madsenius trux
"Madsenius" (“de Madsen”) es el nombre informal dado a un género de un posible dinosaurio terópodo alosáurido que vivió a finales del período Jurásico, hace aproximadamente 150 millones de años entre el Kimmeridgiense. La especie tipo, "Madsenius trux", fue nombrada por David Lambert en 1990, basado en restos que se habían asignado a Allosaurus y Creosaurus.